# Belemnite Point
Der Belemnite Point ist ein Kap, das als östlicher Ausläufer eines hauptsächlich eisfreien und hakenförmigen Gebirgskamms an der Ostküste der westantarktischen Alexander-I.-Insel liegt. Es befindet sich auf halber Strecke zwischen dem Lamina Peak und dem Ablation Point sowie 3 km landeinwärts vom George-VI-Sund zwischen den Mündungsgebieten des Eris-Gletschers im Norden und des Grotto-Gletschers im Süden.
Erstmals gesichtet hat es der US-amerikanische Polarforscher Lincoln Ellsworth bei einem Überflug am 23. November 1935. Die dabei entstandenen Fotografien dienten Ellsworths Landsmann, dem Geographen W. L. G. Joerg, für eine Kartierung. Geodätische Vermessungen nahmen 1936 Teilnehmer der British Graham Land Expedition (1934–1937) und 1949 der Falkland Islands Dependencies Survey vor. Letzterer benannte das Kap nach den versteinerten Belemniten, die hier gefunden wurden.